# Macari Escriptor de Martiris
Macari Escriptor de Martiris (en llatí Macarius, en grec Μακάδριος) va ser un escriptor grec.
L'Acta Proconsularia Beatorum Martyrum Tharaci Probi et Andronici, esmentada per Baronius als seus Annales Ecclesiastici, hauria estat redactada per Macari, Fèlix i Ver que haurien presenciat personalment el martiri de Taraci i Andrònic. No obstant l'acta original li dona el nom de Marció (Marcion, Μαρκίων) i no Macarius.